# Klodvig IV.
Klodvig IV. (682. – 695.), franački kralj od 691. – 695. godine.
Otac Klodviga IV. kralj Teodorik III. je umro u sumnjivim okolnostima kao i većina nevidljivih merovinških kraljeva kada je novom vladaru bilo samo 9 godina. Državom tijekom cijele vladavine u njegovo ime upravlja Pipin.
Za nasljednika od strane Pipina tvorca Franačkih kraljeva je odabran Hildebert III.
| Prethodnik:   | Kralj Franačke | Nasljednik:    |
| Teodorik III. | Kralj Franačke | Hildebert III. |